# 萝菲娅特·伊穆兰
萝菲娅特·伊穆兰（英語：Rofiat Imuran；2004年6月17日—），尼日利亚女子足球运动员，司职后卫，目前效力于兰斯体育俱乐部和尼日利亚国家女子足球队。她曾代表尼日利亚参加2023年国际足联女子世界杯。